# Fairmont (Illinois)
Fairmont es un lugar designado por el censo ubicado en el condado de Will en el estado estadounidense de Illinois. En el Censo de 2010 tenía una población de 2459 habitantes y una densidad poblacional de 696,06 personas por km².

## Geografía
Fairmont se encuentra ubicado en las coordenadas 41°33′41″N 88°3′32″O / 41.56139, -88.05889. Según la Oficina del Censo de los Estados Unidos, Fairmont tiene una superficie total de 3,53 km², de la cual 3,53 km² corresponden a tierra firme y (0%) 0 km² es agua.

## Demografía
Según el censo de 2010, había 2459 personas residiendo en Fairmont. La densidad de población era de 696,06 hab./km². De los 2459 habitantes, Fairmont estaba compuesto por el 37,98% blancos, el 46,28% eran afroamericanos, el 0,61% eran amerindios, el 0,37% eran asiáticos, el 0,04% eran isleños del Pacífico, el 11,75% eran de otras razas y el 2,97% pertenecían a dos o más razas. Del total de la población el 22,57% eran hispanos o latinos de cualquier raza.